# Labracoglossa nitida
Labracoglossa nitida är en fiskart som beskrevs av Mcculloch och Waite, 1916. Labracoglossa nitida ingår i släktet Labracoglossa och familjen Kyphosidae. Inga underarter finns listade i Catalogue of Life.